# Блок, Альфред
Альфре́д Блок (фр. Alfred Bloch; 22 февраля 1878, Антверпен — 20 июня 1902, Париж) — французский футболист, серебряный призёр летних Олимпийских игр 1900.

## Карьера
На Играх 1900 в Париже Блок входил в состав французской команды. Его сборная, проиграв Великобритании, но выиграв у Бельгии, заняла второе место и получила серебряные медали. Был евреем по национальности.

## Смерть
Блок умер от менингита в Париже 20 июня 1902 года в возрасте 24 лет и был похоронен в Антверпене.